# 查克建
查克建（1668年—1715年），字求雯，号用民，浙江海宁人，清朝政治人物，同進士出身。

## 生平
南書房行走查慎行長子，康熙三十六年（1697年）登丁丑科三甲进士，授束鹿縣知縣，擢户部主事，歷刑部郎中，官至鳳翔府知府，未到任而卒。誥授奉直大夫，晉朝議大夫。著有《紀恩詩抄》。雍正五年（1727年）其叔查嗣庭試題案案发後，其父閉門就逮。後清世宗認為其父端正謹飭，將其赦免回鄉。